# Pirajuí
Pirajuí é um município do estado de São Paulo, no Brasil. Sua população estimada em 2024 pelo IBGE era de 22 743 habitantes. O município é formado pela sede e pelos distritos de Corredeira, Pradínia e Santo Antônio da Estiva.

## Toponímia
"Pirajuí" é um termo em língua brasílica que significa "rio dos pirajus". Outra fonte afirma que a palavra é fruto da junção dos termos em tupi "pira" (peixe), "íub" (amarelo) e "y" (água), de modo que "pirajuí" seria "água do peixe amarelo"; com efeito, moradores mais antigos da cidade relatam a pesca de dourados nos ribeirões da região.

## História
Até 1888, a região entre os rios Dourado e Feio era habitada por índios couvades. A partir desse ano e do ano seguinte, exploradores como João Justino da Silva, Joaquim de Toledo Piza e Almeida, Adão Bonifácio Dias, Leão Cerqueira, Ignácio Vidal dos Santos Abreu, Luiz Wolf, Clementino Rodrigues da Silva e Salvador da Costa Sarico começaram a plantar café na região. Em 1902, João Justino da Silva e outros fundaram o patrimônio de São Sebastião do Pouso Alegre. Em 1904, foi celebrada a primeira missa na capela de São Sebastião. A chegada da Estrada de Ferro Noroeste do Brasil trouxe progresso à vila, fazendo com que ela se elevasse à categoria de distrito de paz pertencente ao município de Bauru em dezembro de 1907 com o nome de "Pirajuhi" pela lei estadual 1 105, de 2 de dezembro de 1907. Tornou-se município em 29 de março de 1915 com o nome atual Pirajuí. Em meados do século XX, Pirajuí chegou a ser considerado o maior município cafeeiro de todo o planeta.
Foi também sede do governo do estado de São Paulo por um dia e, em meados do século XX, foi disputada, nas ruas da cidade, uma prova de automobilismo, na época a mais importante do Brasil.

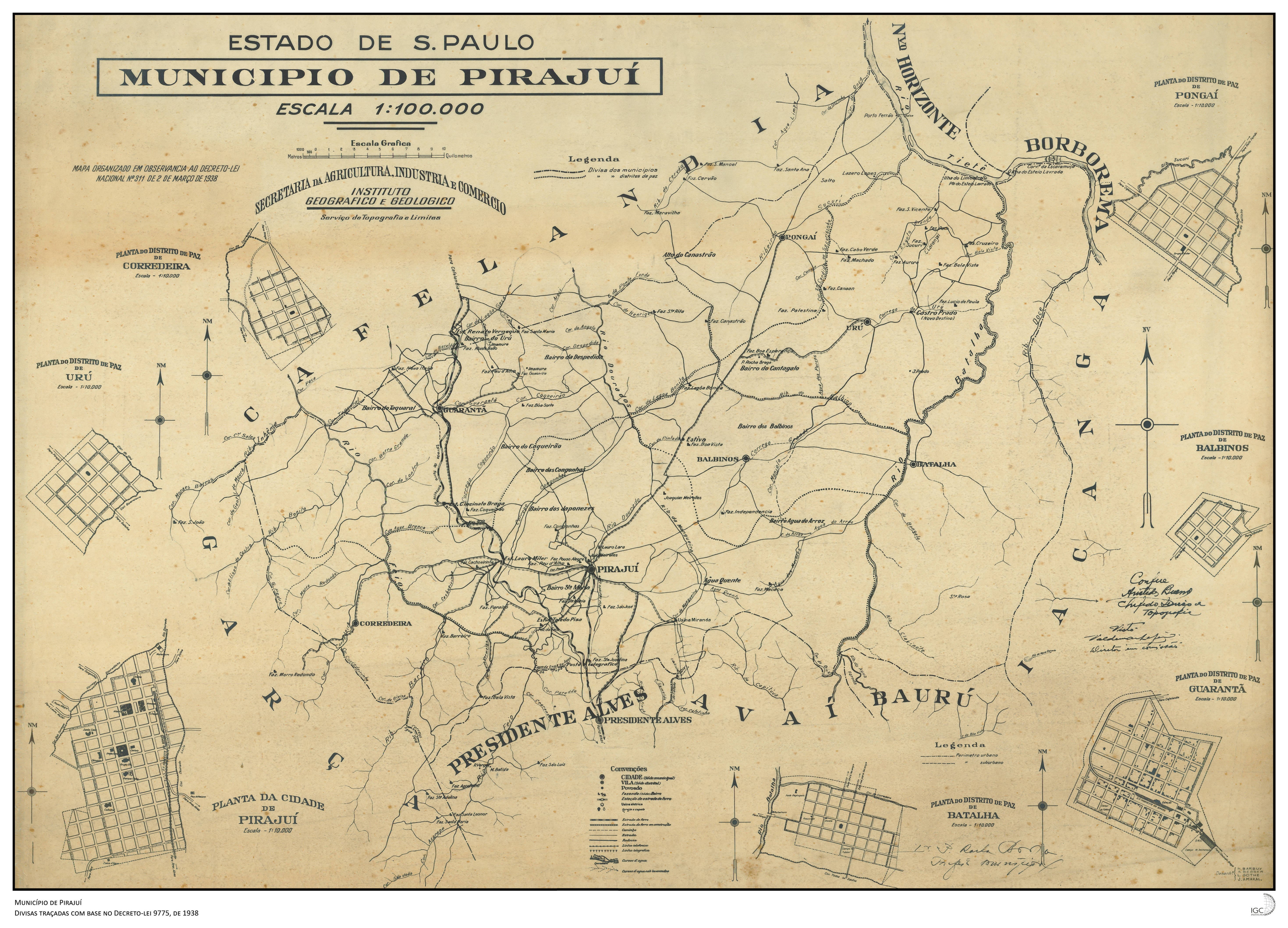
Mapa de Pirajuí (1938).

## Geografia
Localiza-se a uma latitude 21º59'55" sul e a uma longitude 49º27'26" oeste, estando a uma altitude de 468 metros. Possui uma área de 821,68 km²

### Hidrografia
- Rio Dourado
- Rio Aguapeí

### Rodovias
- SP-300
- SP-331

### Ferrovias
- Concessão da linha para a Novoeste.[10]

## Demografia

### População
| Crescimento populacional                             | Crescimento populacional | Crescimento populacional | Crescimento populacional |
| Ano                                                  | População Total          |                          | %±                       |
| ---------------------------------------------------- | ------------------------ | ------------------------ | ------------------------ |
| 1920                                                 | 29 042                   |                          | —                        |
| 1925                                                 | 50 769                   |                          | 74,8%                    |
| 1934                                                 | 58 830                   |                          | 15,9%                    |
| 1937                                                 | 62 894                   |                          | 6,9%                     |
| 1940                                                 | 65 911                   |                          | 4,8%                     |
| 1946                                                 | 51 773                   |                          | −21,5%                   |
| 1950                                                 | 37 573                   |                          | −27,4%                   |
| 1958                                                 | 23 793                   |                          | −36,7%                   |
| 1960                                                 | 28 125                   |                          | 18,2%                    |
| 1970                                                 | 20 344                   |                          | −27,7%                   |
| 1980                                                 | 19 423                   |                          | −4,5%                    |
| 1991                                                 | 18 829                   |                          | −3,1%                    |
| 2000                                                 | 20 095                   |                          | 6,7%                     |
| 2010                                                 | 22 704                   |                          | 13,0%                    |
| 2022                                                 | 22 431                   |                          | −1,2%                    |
| Est. 2024                                            | 22 743                   | [ 11 ]                   | 1,4%                     |
| Fontes: Censos Demográficos IBGE e Estimativas SEADE |                          |                          |                          |

### Dados demográficos
Dados do Censo - 2000
População Total: 20 095
- Urbana: 16 267
- Rural: 3 828
- Homens: 10 714
- Mulheres: 9 381
- Densidade demográfica (hab./km²): 24,52
- Mortalidade infantil até 1 ano (por mil): 16,67
- Expectativa de vida (anos): 70,79
- Taxa de fecundidade (filhos por mulher): 2,14
- Taxa de Alfabetização: 90,18%
- Índice de Desenvolvimento Humano (IDH-M): 0,779
- IDH-M Renda: 0,709
- IDH-M Longevidade: 0,763
- IDH-M Educação: 0,866

Fonte: Instituto de Pesquisa Econômica Aplicada

## Infraestrutura

### Comunicações
O sistema de telefones automáticos foi inaugurado na cidade em 1974 pela Telecomunicações de São Paulo (TELESP), que também implantou o sistema de discagem direta à distância (DDD) em 1978 com o código de área (0142). Anteriormente a cidade era atendida pela Companhia Telefônica Brasileira (CTB).
Na década de 90 o código DDD da cidade foi alterado para (014), para padronização do sistema telefônico com a telefonia celular que estava sendo implantada em todo o estado.

### Educação
- Escola Estadual Coronel Joaquim de Toledo Piza e Almeida
- Fonte Secretaria da Educação do Estado de São Paulo
- Escola Estadual de Primeiro e Segundo Grau Dr Alfredo Pujol (Pública)
- Escola Estadual de Primeiro Grau Olavo Bilac (Pública)
- Escola Estadual Professora Maria Angélica Marcondes (Pública)
- Colégio Fundamental - Prevê Objetivo (Particular)
- Escola Pingo de Gente - Prevê Objetivo (Particular)

## Pessoas ilustres
- José Roberto Arantes de Almeida - estudante e militante na luta contra a ditadura militar no Brasil.

## Religião
O Cristianismo se faz presente na cidade da seguinte forma:

### Igreja Católica
- A igreja faz parte da Diocese de Lins.[20]

### Igrejas Evangélicas
Entre as igrejas protestantes históricas, pentecostais e neopentecostais, encontram-se na cidade:
- Assembleia de Deus Ministério do Belém.[22][23]
- Congregação Cristã no Brasil.[24]